# Afsporingen i Vigerslev (1986)
Den anden alvorlige afsporing i Vigerslev fandt sted 11. marts 1986, da godstog 6237 kørte forbi indkørselssignalet fra Vigerslev til Hvidovre Fjern Station og fortsatte ad afløbssporet og gennem sporstopperen, hvorefter lokomotivet kørte ned på Hvidovrevej og standsede ved den fjerneste støttemur. Lokomotivføreren forlod førerrummet og blev dræbt ved ulykken, formentlig af nedstyrtende kævler fra forreste vogn i toget.
Ulykken var næsten identisk med afsporingen i Vigerslev i 1974.
Det kunne fastslås at såvel signalsystemet som togets bremser var i orden. Konklusionen blev – ligesom i 1974 – at lokomotivføreren havde overset et stopsignal og derfor bremset for sent. DSB valgte som følge af denne og den tidligere ulykke at bygge en bro der førte afløbssporet over Hvidovrevej. Afløbssporet endte fortsat i en sporstopper, placeret mellem de to fjerntogsspor, men omkring år 2000 blev det fjernet, og de to spor løber nu sammen efter broerne over Hvidovrevej. Sikkerheden i tilfælde af signalforbikørsler baserer sig nu på at ATC kan nødbremse toget før det når sporsammenløbet.